# 삼성 기어 VR (2017)
삼성 기어 VR (2017)(영어: Samsung Gear VR (2017))은 삼성전자와 오큘러스사와의 공동 개발로 만들어진 가상현실 체험기기로, 2017년 2월 29일에 공개되었다. 스마트폰을 꽂아서 사용할 수 있는 형태로 되어 있으며 컨트롤러가 기본으로 주어진다. 갤럭시 S6 시리즈, 갤럭시 S7 시리즈, 갤럭시 S8 시리즈, 갤럭시 S9 시리즈, 갤럭시 노트5, 갤럭시 노트 FE, 갤럭시 노트8, 갤럭시 노트9, 노트10시리즈, 갤럭시 A8 (2018), 갤럭시 A8+ (2018), 갤럭시 A8 스타, S10시리즈, A10시리즈와 호환 가능하다.

## 같이 보기
- 삼성 갤럭시 웨어러블
- 삼성 기어 VR
- 삼성 기어 360 (2017)